# 서재중학교
서재중학교(鋤齋中學校)는 대한민국 대구광역시 달성군 다사읍 서재리에 있는 공립 중학교이다.

## 학교 연혁
- 2002년 11월 8일 : 제141회 대구광역시 교육위원회 제8차 본회의 의결
- 2004년 2월 24일 : 신축공사 완공
- 2004년 3월 1일 : 초대 정병표 교장 취임
- 2004년 3월 4일 : 제1회 입학식(7학급 240명)
- 2005년 3월 7일 : 야간 독서학습실 개관 및 운영
- 2006년 6월 1일 : 도서실 및 U-Class 개설
- 2007년 2월 15일 : 제1회 졸업식(7학급 218명)
- 2020년 9월 1일 : 제8대 이정혜 교장 취임
- 2022년 1월 6일 : 제16회 졸업식(135명, 누계 3,721명)
- 2022년 3월 2일 : 제19회 입학(7학급 148명)

## 참고 자료
- 서재중학교 - 한국교육학술정보원 학교알리미